# غولناز غوبايدولينا
غولناز غوبايدولينا (ولدت في 14 شباط 1992) هي متسابقة في الخماسي الحديث. وقد تأهل للمشاركه في الألعاب الأوليمبية الصيفية عام 2016.

## وصلات خارجية
- غولناز غوبايدولينا على موقع الاتحاد الدولي للخماسي الحديث (الإنجليزية)
- غولناز غوبايدولينا على موقع أوليمبيديا (الإنجليزية)

- قالب:UIPMUIPMقالب:UIPM